# 羅士信
羅 士信（ら ししん、生年不詳 - 622年）は、中国の唐の軍人。本貫は斉州歴城（現在の山東省済南市）。『説唐全伝』などの古典小説中では、羅成（らせい）として登場する。

## 経歴
613年、張須陀に従って王薄・孫宣雅らを討った。初陣のときには十四歳で、「鎧の身の丈も合っていないのに、どうして陣中に入るのか」と張須陀に言われたのに怒って、ふたつの鎧を重ね着して濰水の上で奮戦し、数人の敵を刺し、一人の首を空中に飛ばして敵をひるませたと伝えられる。614年、張須陀の下で左孝友・盧明月を討った。盧明月との戦いでは、秦叔宝とともに盧明月の本営を奇襲して功績を立てた。616年、張須陀が李密に敗れて死ぬと、裴仁基に従って李密の麾下に入り、総管に任じられた。618年、王世充を攻撃したとき、馬を躍らせて突進し、身に数矢を受けて捕らえられた。王世充に厚遇されたが、邴元真らと同等に扱われたことに不満を持ち、また所有の駿馬を王世充の甥の王道詢に奪われたことに憤って、619年に穀州に逃れて唐に帰順した。高祖李淵により陝州道行軍総管に任じられた。620年、慈澗を包囲し、王世充の太子の王玄応を刺して馬から突き落とした。硤石堡を陥落させ、千金堡を奪った。621年、王世充が平定されると、絳州総管となり、郯国公に封ぜられた。622年2月、王君廓に代わって洺州を守り、劉黒闥の襲撃を受けて敗れ、捕らえられたが屈服しなかったため殺された。
羅士信の享年については、『旧唐書』が年二十とし、『高祖実録』および『新唐書』が年二十八とする。張須陀が王薄を討ったときの羅士信の年齢が十四とされるため、『資治通鑑』は享年二十とする見解を取っている。しかし、享年二十説を取った場合も、羅士信が年十四だったときが616年となってしまうのは、『資治通鑑考異』の認めるところである。

## 伝記資料
- 『旧唐書』巻一百八十七上 列伝第一百三十七上 忠義上「羅士信伝」
- 『新唐書』巻一百九十一 列伝第一百十六 忠義上「羅士信伝」